# Albrecht Pfister
Albrecht Pfister (Munique, 30 de julho de 1934) é um matemático alemão.
Foi palestrante convidado do Congresso Internacional de Matemáticos em Nice (1970: Sums of squares in real function fields).

## Obras
- Quadratic forms with applications to algebraic geometry and topology. In: London Mathematical Society Lecturenotes. Cambridge University Press 1995.
- Quadratische Formen. In: Fischer, Hirzebruch u.a. (Eds.): 100 Jahre Mathematik 1890–1990. Vieweg 1990.